# Ringiculopsis foveolata
Ringiculopsis foveolata is een slakkensoort uit de familie van de Ringiculidae. De wetenschappelijke naam van de soort is voor het eerst geldig gepubliceerd in 1928 door Yokoyama.